# اگوی مارتینس
اگوی مارتینس (اسپانیایی: Egoi Martínez‎؛ زادهٔ ۱۵ مهٔ ۱۹۷۸) دوچرخه‌سوار اهل اسپانیا است. وی در مسابقات تور دو فرانس و جیرو دیتالیا شرکت کرده است.